# نكوسيناثي جوي
نكوسيناثي جوي (بالإنجليزية: Nkosinathi Joyi)‏ مواليد 1983 في جنوب أفريقيا، هو ملاكم محترف جنوب أفريقي. حقق بطولة الاتحاد الدولي للملاكمة.

## إحصائيات
خاض خلال مسيرته 29 نزالا، فاز في 24 ولم يتعادل وخسر في 4. فاز بالضربة القاضية في 17 نزالا.

## روابط خارجية
- نكوسيناثي جوي على موقع بوكس ريك (الإنجليزية) (registration required)